# Recettore colinergico

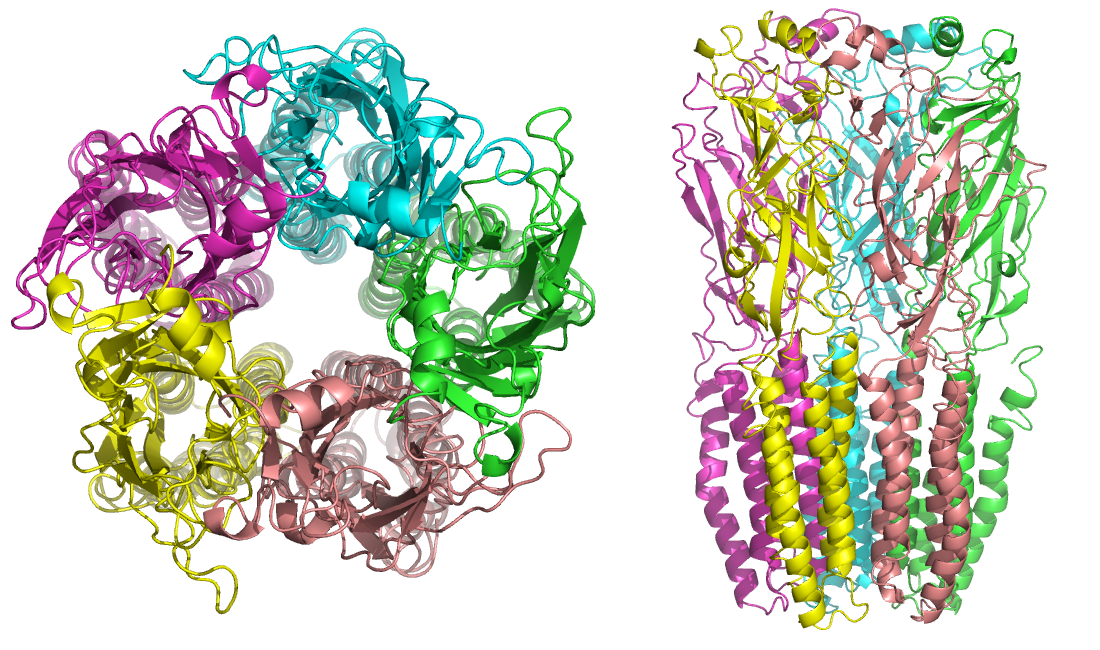
Rappresentazione computerizzata del recettore colinergico

Il recettore colinergico è una classe di recettori transmembrana che trasduce il segnale in seguito al legame con l'acetilcolina. I recettori colinergici svolgono ruoli fondamentali nella trasmissione neurale all'interno dei sistemi nervosi somatico e autonomo, suddividendosi in due sottotipi, N1 e N2. Il recettore N1, noto anche come recettore periferico o muscolare, è presente sul muscolo scheletrico nella giunzione neuromuscolare, mentre il recettore N2 si trova nei sistemi nervosi periferico e centrale. In particolare, i recettori N2 si trovano sui corpi cellulari dei neuroni postgangliari all'interno dei sistemi nervosi parasimpatico e simpatico, compresa la midollare surrenale come componente del sistema nervoso simpatico. È importante notare che la designazione dei due recettori è principalmente legata alla loro posizione distintiva all'interno dei sistemi nervosi autonomo e somatico.
Inoltre, i recettori muscarinici, suddivisi in cinque principali sottotipi, M1, M2, M3, M4 e M5, svolgono un ruolo significativo nella funzione del sistema nervoso parasimpatico. Ogni sottotipo è codificato da un gene separato e si localizza in diversi tipi di tessuto. Ad esempio, il recettore M1 si trova principalmente nella corteccia cerebrale, nelle ghiandole gastriche e salivari, mentre i recettori M2 sono diffusamente distribuiti nella muscolatura liscia e nel tessuto cardiaco. I recettori M3 sono presenti nella muscolatura liscia, nelle ghiandole gastriche e salivari. I recettori M4 e M5, sebbene meno caratterizzati, sono riscontrati nell'ippocampo e nella substantia nigra.

## Funzione
Il sistema nervoso autonomo è responsabile del mantenimento dell'ambiente omeostatico del corpo umano, con regolazioni che interessano i principali sistemi organici come quello nervoso, circolatorio, respiratorio, tegumentario, digerente e urinario. Il sistema nervoso autonomo si divide in tre parti: il sistema simpatico, il sistema parasimpatico e il sistema enterico. All'interno del sistema parasimpatico e del sistema simpatico, i neuroni vengono classificati come pregangliari o postgangliari a seconda della posizione dei loro corpi cellulari nel sistema nervoso centrale o periferico. Il sottotipo di recettori nicotinici N2 è presente su tutti i corpi cellulari postgangliari ed è responsivo all'acetilcolina, trasmettendo segnali dalle cellule pregangliari alle cellule postgangliari. Il flusso ionico generato nella cellula postgangliare è responsabile della trasduzione del segnale eccitatorio verso gli organi effettori del sistema nervoso autonomo. Allo stesso modo, il recettore nicotinico N, noto come recettore muscolare, si trova nella giunzione neuromuscolare delle cellule muscolari, ed è coinvolto nei movimenti muscolari volontari. L'attivazione del recettore N1 può generare un segnale eccitatorio che, a seconda dell'intensità, può causare la depolarizzazione della membrana e la successiva contrazione muscolare.
I recettori muscarinici mediano numerose funzioni del sistema nervoso parasimpatico e sono presenti in vari organi del corpo, si esprimono diffusamente nei sistemi nervoso, cardiaco, muscolo-scheletrico, polmonare, digerente e urinario. Come accennato in precedenza, esistono diversi sottotipi di recettori che si esprimono su differenti organi, producendo effetti specifici. La funzione complessiva dei recettori mira a ottenere la "modalità di riposo e digestione" del sistema nervoso parasimpatico. Mentre il sistema nervoso simpatico prepara il corpo per la "lotta o la fuga", il sistema nervoso parasimpatico agisce come sistema inconscio di ripristino ed economia energetica. Pertanto, molte delle funzioni dei recettori muscarinici possono essere considerate come opposte alle azioni del sistema nervoso simpatico, ad esempio i recettori presenti sulle cellule muscolari cardiache ricevono innervazione dal nervo vago e agiscono rallentando la frequenza cardiaca e riducendo la forza di contrazione. Essi svolgono la loro funzione nel nodo del seno, nel nodo atrioventricolare, nell'atrio e nei ventricoli, determinando una ridotta frequenza cardiaca, una diminuzione della velocità di conduzione e un prolungamento del periodo refrattario muscolare cardiaco.
Nel sistema digerente, l'attivazione dei recettori stimola la motilità intestinale e la secrezione di enzimi digestivi. L'attivazione dei recettori nei polmoni porta alla contrazione della muscolatura liscia, restringendo le vie aeree e aumentando la produzione di secrezioni. Inoltre, i recettori muscarinici sono presenti nel sistema nervoso centrale e svolgono importanti funzioni nell'apprendimento e nella memoria. Nei modelli animali privi del recettore M1, si osservano carenze nella cognizione e nel potenziamento a lungo termine. Pertanto, l'attivazione dei recettori M1 contribuisce a mantenere la plasticità sinaptica e la differenziazione neuronale. La vasta gamma di azioni mediate dai recettori muscarinici sottolinea il loro ruolo fondamentale all'interno del sistema nervoso autonomo. Tuttavia, la presenza diffusa di questi recettori comporta il rischio che le terapie mediche che li attivano o li bloccano possano causare una serie di effetti che vanno oltre l'uso mirato.

## Classificazione
I recettori dell'acetilcolina sono stati classificati in base alla loro differente affinità con ligandi non biologici. Ciò ha permesso l'identificazione di recettori che presentano differenti strutture, modalità di trasduzione del segnale e differenti localizzazioni tissutali. I due tipi di recettori differiscono sia nella loro funzione, essendo i recettori nicotinici recettori ionotropici attivati dal ligando e i recettori muscarinici recettori accoppiati alle proteine G, sia nella loro distribuzione nel sistema nervoso. I recettori nicotinici sono presenti nel sistema nervoso centrale e nella giunzione neuromuscolare, mentre i recettori muscarinici svolgono la loro funzione sia nel sistema nervoso periferico sia in quello centrale, mediando l'innervazione degli organi viscerali. La differenza nella trasduzione del segnale dei due tipi di recettori conferisce funzioni fisiologiche distinte quando i recettori vengono attivati. Inoltre, le diverse varianti dei recettori creano implicazioni uniche per i bersagli farmacologici e la comprensione della patogenesi delle malattie.
Sono sostanzialmente due le famiglie di recettori che legano l'acetilcolina, identificate in base alla diversa affinità per differenti ligandi:
- recettore nicotinico: è un recettore ionotropico che, legando l'acetilcolina, permette il flusso di cationi. Lega particolarmente la nicotina (da cui appunto il nome), ed in misura minore la muscarina.
- recettore muscarinico: è un recettore metabotropico che a seguito del legame con l'acetilcolina, attiva una cascata di reazioni intracellulari mediate da un secondo messaggero. Il recettore muscarinico è selettivo per la muscarina e non lega la nicotina.

Ognuno di questi recettori presenta differenti sottoclassi, suddivise in base all'affinità con specifici ligandi.

## Meccanismo di azione
Nonostante sia vero che sia i recettori nicotinici che i recettori muscarinici vengono attivati in risposta al legame del ligando acetilcolina, le loro modalità di attivazione presentano significative differenze. Come precedentemente menzionato, i recettori nicotinici sono di tipo ionotropico, il che significa che l'attivazione del recettore determina la formazione di un canale ionico sulla membrana cellulare, noto come canale ionotropico attivato dal legame con il ligando. Questo canale è costituito da cinque subunità omologhe che, una volta attivate, formano un poro centrale nella membrana attraverso il quale possono passare cationi. A seconda dell'intensità dei segnali, l'ingresso di cationi nella cellula può causare depolarizzazione, generando così un potenziale di azione eccitatorio. Tale meccanismo di attivazione differisce da quello dei recettori muscarinici, che sono recettori accoppiati a proteine G (GPCR). I GPCR rappresentano una famiglia di recettori che attivano un sistema di secondi messaggeri quando vengono stimolati dal legame del ligando. Un sistema di secondi messaggeri sfrutta l'attivazione di molecole di segnalazione intracellulari per produrre una risposta eccitatoria o inibitoria. I recettori muscarinici attivano diversi sistemi di secondi messaggeri. I recettori M1 e M3 sono classificati come GPCR eccitatori noti come Gq GPCR. Una volta attivati, questi recettori attivano la fosfolipasi C, che genera i secondi messaggeri inositolo trifosfato (IP3) e diacilglicerolo (DAG), aumentando così il calcio intracellulare e le proteine chinasi.
La presenza di calcio e proteina chinasi permette l'ulteriore attivazione di eventi successivi che determinano l'effetto globale dell'attivazione del recettore. Al contrario, il recettore M2 è un GPCR inibitorio accoppiato a una proteina G (Gi), che una volta legato al ligando, inibisce l'adenilato ciclasi, riducendo così il secondo messaggero cAMP. La diminuzione dei livelli di cAMP nella cellula contrasta l'attivazione di un diverso GPCR stimolatorio noto come Gs. La produzione di cAMP all'interno della cellula è attivata dal recettore stimolatorio GPCR (Gs), che costituisce il meccanismo di stimolazione cellulare del recettore beta-adrenergico, componente del sistema nervoso simpatico. Di conseguenza, a causa delle differenti fisiologie dei recettori, i recettori colinergici generano sistemi di messaggeri chimici notevolmente diversi all'interno delle cellule dei loro organi bersaglio, a causa delle differenze nella trasduzione del segnale. La comprensione di tali differenze è essenziale per comprendere i ruoli specifici che ogni recettore svolge all'interno dei diversi tipi di tessuti. Nella giunzione neuromuscolare, è necessaria una trasduzione del segnale rapida, mentre all'interno del tessuto neuronale, l'attivazione del recettore M1 può portare a una risposta più prolungata e sostenuta attraverso l'attivazione della trascrizione genica.

## Interazione recettoriale
L'acetilcolina è una molecola ad elevata flessibilità; ciò significa che può assumere diverse configurazioni spaziali più o meno stabili che le permettono di interagire con un'ampia gamma di siti recettoriali specifici. La molecola presenta quattro legami che possono assumere differenti angoli di torsione τ (tau) ma la specificità recettoriale dell'acetilcolina è determinata essenzialmente dal valore dell'angolo di torsione τ2: per τ2 = 180° si avrà il conformero trans di Ach, mentre per τ2 = 60° si avrà il conformero cis, differenza importante in quanto il primo (trans) ha maggiore affinità per il sito attivo dei recettori muscarinici, mentre il secondo (cis) ha maggiore affinità per il sito attivo dei recettori nicotinici.
Il conformero cis è il conformero a maggiore stabilità, questo perché la particolare geometria della molecola permette l'instaurazione di un legame ione-dipolo tra l'azoto tetra-sostituito e l'ossigeno sp3 della funzione esterea.

## Recettori nicotinici
I recettori nicotinici si dividono in tre classi principali: muscolari, gangliari e del sistema nervoso centrale. Sono canali ionici attivati da ligando.
- I recettori muscolari sono localizzati a livello della giunzione neuromuscolare del muscolo scheletrico
- I recettori gangliari sono responsabili della trasmissione a livello dei gangli simpatici e parasimpatici
- I recettori del SNC sono ampiamente diffusi a livello cerebrale

## Recettori muscarinici
Vi sono 5 tipi distinti di recettori muscarinici.
- I recettori {\displaystyle M_{1}} ("neuronali") sono presenti principalmente nel SNC, nei neuroni periferici e nelle cellule parietali dello stomaco. Sono responsabili di effetti eccitatori, ad esempio della lenta eccitazione muscarinica mediata dall'ACh nei gangli simpatici e nei neuroni centrali. Questa eccitazione è conseguente a una riduzione della conduttanza del {\displaystyle K^{+}}, che risulta nella depolarizzazione di membrana. I recettori {\displaystyle M_{1}} sono implicati anche nell'aumento della secrezione gastrica conseguente a stimolazione vagale.
- I recettori {\displaystyle M_{2}} ("cardiaci") sono presenti nel cuore e anche sulle terminazioni presinaptiche di neuroni periferici e centrali. Il loro effetto è di natura inibitoria, ed è causato principalmente da un aumento della conduttanza {\displaystyle K^{+}} e dall'inibizione dei canali del calcio. L'attivazione del recettore {\displaystyle M_{2}} è responsabile dell'inibizione vagale del cuore, e dell'inibizione presinaptica che si verifica nel SNC e in quello periferico.
- I recettori {\displaystyle M_{3}} ("ghiandolari, muscolatura liscia") determinano essenzialmente effetti eccitatori, quali la stimolazione della secrezione ghiandolare, la contrazione della muscolatura liscia dei visceri, la stimolazione del vomito e la broncocostrizione.
- I recettori {\displaystyle M_{4}} ed {\displaystyle M_{5}} sono confinati prevalentemente nel SNC, e il loro ruolo funzionale non è stato ancora chiarito completamente.

Tutti i recettori muscarinici appartengono alla famiglia dei recettori accoppiati a proteine G. I membri designati con numero dispari ({\displaystyle M_{1},M_{3},M_{5}})  sono accoppiati a proteine Gq e agiscono tramite il ciclo dei fosfoinositoli (PI), mentre quelli contraddistinti da numero pari ({\displaystyle M_{2},M_{4}}) sono accoppiati a proteine Gi e agiscono inibendo l'adenilato ciclasi e riducendo pertanto le concentrazioni intracellulari di cAMP.